# 2016年の道路
2016年の道路（2016ねんのどうろ）とは、2016年（平成28年）に起こった道路関係の出来事をまとめたページである。
2015年の道路 - 2016年の道路 - 2017年の道路

## 出来事の一覧

### 2月
- 13日
  - （開通）  新東名高速道路 浜松いなさJCT - 豊田東JCT (55.2 km)[1]
- 26日
  - （拡幅）  国道23号 岡崎バイパス 西尾東IC - 藤井IC (4.0 km) (2車線→4車線)[2]
- 27日
  - （開通）  国道3号 南九州西回り自動車道 芦北出水道路 芦北IC - 津奈木IC (7.7 km)[3]

### 3月
- 5日
  - （開通）  国道33号 高知松山自動車道 高知西バイパス 枝川IC - 天神IC (2.9 km)[4]
- 6日
  - （無料開放）  小坂井バイパス 全線 (0.9 km)[5]
- 10日
  - （開通）  国道272号 釧路中標津道路 上別保道路 北海道釧路郡釧路町上別保 (1.2 km)[6]
- 11日
  - （拡幅）  国道475号 東海環状自動車道 美濃関JCT付近 (2.4 km) (2車線→4車線)[7][8]
- 12日
  - （開通）  道東自動車道 白糠IC - 阿寒IC (14.0 km)[9]
  - （開通）  国道38号・44号 北海道横断自動車道 釧路外環状道路 釧路西IC - 釧路東IC (9.9 km)[9]
  - （開通）  国道106号 宮古盛岡横断道路 都南川目道路 川目IC - 田の沢IC (2.6 km)[10]
  - （開通）  国道1号 笹原山中バイパス 静岡県三島市山中新田 (1.6 km)[11]
  - （IC供用）  東名高速道路 大井川焼津藤枝スマートIC[12]
  - （開通）  国道168号 五條新宮道路 川津道路 奈良県吉野郡十津川村高津 - 上野地 (1.0 km)[13]
- 19日
  - （IC供用）  常磐自動車道 鳥の海スマートIC[14]
  - （IC供用）  東名高速道路 愛鷹スマートIC[15]
  - （開通・拡幅）  国道1号 甲賀湖南道路 水口道路 滋賀県甲賀市水口町名坂 - 水口町泉 (3.5 km) (2・3車線→4車線)[16]
  - （開通）  国道1号 甲賀湖南道路 栗東水口道路Ⅰ 湖南市石部 - 栗東市小野 (3.4 km)[16]
  - （開通）  国道1号 甲賀湖南道路 栗東水口道路Ⅱ 湖南市菩提寺 - 湖南市石部 (0.7 km)[16]
  - （IC供用）  名神高速道路・国道1号 甲賀湖南道路 栗東水口道路Ⅰ 栗東湖南IC[17]
- 20日
  - （開通）  国道180号 総社・一宮バイパス 岡山県岡山市北区楢津 - 一宮山崎 (1.5 km)[18]
- 26日
  - （開通）  国道357号 東京湾岸道路 東京港トンネル（海側トンネル） (1.9 km)[19]
  - （IC供用）  日本海東北自動車道 新潟東スマートIC[20]
  - （開通）  国道21号 坂祝バイパス 大針IC - 勝山IC (3.3 km)[21]
  - （開通）  国道168号 五條新宮道路 辻堂バイパス 奈良県五條市大塔町宇井 - 小代 (2.7 km)[13]
  - （開通）  国道178号 山陰近畿自動車道 岩美道路 岩美IC - 浦富IC (1.9 km)[22]
  - （開通）  国道444号 有明海沿岸道路 佐賀福富道路 芦刈IC - 芦刈南IC (2.0 km)[23][24]
- 27日
  - （拡幅）  国道45号 三陸自動車道 仙塩道路 仙台港北IC - 利府中IC (7.8 km) (2車線→4車線)[25]
  - （IC供用）  国道45号 三陸自動車道 仙塩道路 多賀城IC[25]
  - （IC供用）  国道470号 能越自動車道 氷見南IC[26]
  - （無料開放）  小牧東インター有料道路 全線 (1.6 km)[5]
  - （開通）  国道374号 美作岡山道路 勝央IC - 勝央JCT (1.1 km)[27]
  - （JCT供用）  中国自動車道・国道374号 美作岡山道路 勝央JCT[28]
  - （JCT供用）  中国自動車道・山口宇部道路 小郡JCT[29]
  - （開通）  南薩縦貫道 知覧道路 南九州川辺IC - 知覧金山水車IC (3.1 km)[30][31]
  - （開通）  南薩縦貫道 知覧道路・霜出道路 南九州知覧IC - 塗木交差点 (5.2 km)[30][31]
- 30日
  - （拡幅）  国道2号 相生有年道路 兵庫県相生市若狭野町上松 - 若狭野町八洞 (1.8 km) (2車線→4車線)[32]
  - （拡幅）  国道10号 白浜拡幅 鹿児島県鹿児島市吉野町大崎地先 (0.3 km) (2車線→4車線)[33]
  - （拡幅）  国道331号 豊見城道路 沖縄県豊見城市瀬長 - 糸満市西崎 (4.0 km) (2車線→4車線)[34]

### 4月
- 1日
  - （無料開放）  西蔵王有料道路 (3.2 km)[35]
  - （料金改定）  首都圏の高速道路、首都高速道路、一般有料道路の通行料金改定[36][37]
  - （出入口閉鎖）  首都高速道路八重洲線 常盤橋出入口[38]
  - （長期通行止め） 九十九里有料道路が津波対策工事のため通行止め（2017年（平成29年）7月31日までの予定）[39][40]
- 4日
  - （利用開始）  バスタ新宿（新宿南口交通ターミナル）[41]
- 16日
  - （開通）  国道45号 三陸自動車道 登米志津川道路 登米東和IC - 三滝堂IC (2.0 km)[42]
  - （災害）  熊本県熊本地方を震源とするM7.3の地震が発生（平成28年（2016年）熊本地震）、国道325号阿蘇大橋が落橋、熊本県道28号熊本高森線俵山トンネルが崩落、大規模な土砂崩れにより国道57号が寸断されるなど交通網にも大きな被害が生じた[43]。
- 22日
  - （事故）  兵庫県神戸市北区の新名神高速道路有馬川橋（仮称）建設現場で架設中の橋桁が国道176号上に落下し、作業員2名が死亡[44][45]。

- 23日
  - （開通）  国道55号 高知東部自動車道 高知南国道路 なんこく南IC - 高知龍馬空港IC (4.1 km)[46]
- 24日
  - （開通）  東九州自動車道 椎田南IC - 豊前IC (7.2 km)[47]
- 29日
  - （開通）  国道17号 上尾道路 埼玉県上尾市小敷谷 - 桶川市川田谷 (4.7 km)[48]
  - （開通）  水原文山高速道路 峰潭IC - 南光明JCT (22.1 km)[49]
  - （開通）  水原文山高速道路 南光明JCT - 所下IC (5.3 km)[49]

### 5月
- 15日
  - （無料開放）  国道200号 冷水道路 全線 (5.9 km)[50]

### 6月
- 8日
  - （長期間閉鎖）  首都高速道路 大井JCT 湾岸線東行きから1号羽田線（上り）に向かう連絡路 （1号羽田線 東品川桟橋・鮫洲埋立部の造り替え工事のため、2019年（平成31年）9月末までの予定。）[51]
- 30日
  - （開通）  東海高速道路 南慶州IC - 東慶州IC (11.6 km)[52]

### 7月
- 30日
  - （開通）  国道101号 津軽自動車道 鰺ヶ沢道路 青森県つがる市木造越水 - 西津軽郡鰺ヶ沢町大字舞戸町 (3.4 km)[53]

### 8月
- 11日
  - （開通）  新名神高速道路 四日市JCT - 新四日市JCT (4.4 km)[54]
  - （開通）  国道475号 東海環状自動車道 東員IC - 新四日市JCT (1.7 km)[54]

### 9月
- 9日
  - （開通）  東海高速道路 南三陟IC - 東海IC (18.6 km)[55]
- 10日
  - （工事）  杭瑞高速道路で世界一高い橋となる北盤江大橋の橋桁接続の工事が完了[56]。
- 11日
  - （開通）  東北中央自動車道 福島JCT - 福島大笹生IC (1.4 km)[57]
- 24日
  - （IC供用）  宮崎自動車道 山之口スマートIC[58]
- 27日
  - （完成）  港珠澳大橋の橋梁工事が完成[59]（2018年10月開通）。
- 30日
  - （IC名称変更）  国道470号 能越自動車道 穴水道路 能登空港IC → のと里山空港IC[60]

### 10月
- 7日
  - （復元）  東名高速道路 音羽蒲郡IC - 豊田JCT（暫定3車線・制限60Km/h→本来の2車線・法定速度）[61]
- 22日
  - （開通）  国道7号 秋田自動車道 鷹巣大館道路 鷹巣IC - 二井田真中IC (12.2 km)[62]
- 27日
  - （開通）  国道103号 葛原バイパス 秋田県鹿角市十和田末広 - 大館市軽井沢 (5.5 km)[63]
- 28日
  - （改修）  南京長江大橋が改修工事のため閉鎖される[64]。
- 30日
  - （開通）  国道45号 三陸自動車道 登米志津川道路 三滝堂IC - 志津川IC (9.1 km)[65]
  - （開通）  国道312号 山陰近畿自動車道 野田川大宮道路 京丹後大宮IC - 与謝天橋立IC (4.3 km)[66][67]

### 11月
- 1日
  - （TB廃止）  阪神高速3号神戸線 尼崎本線料金所[68]
- 5日
  - （開通）  国道13号 東北中央自動車道 院内道路 秋田県湯沢市上院内 - 下院内 (3.0 km)[69]
- 8日
  - （陥没事故）  福岡県福岡市博多区・はかた駅前通り 博多駅前2丁目交差点付近の福岡市地下鉄七隈線延伸工事現場で道路陥没事故が発生した[70][71]。

- 11日
  - （開通）  広州-原州高速道路 京畿広州JCT - 原州JCT[72]
- 12日
  - （完成）  中国四川省成都市とチベット自治区のラサを結ぶ川蔵公路に世界一標高が高いトンネルが完成[73]。
- 24日
  - （開通）  東海高速道路 襄陽IC - 束草IC (18.5 km)[74]
- 27日
  - （IC供用）  大分自動車道 由布岳スマートIC[75]

### 12月
- 7日
  - （開通）  福島県道391号広野小高線 北迫工区 (3.4 km)[76][77]
- 10日
  - （開通）  国道33号 松山外環状道路 インター線 古川IC - 市坪IC (1.8 km)[78]
- 18日
  - （開通）  国道9号 山陰自動車道 浜田三隅道路 西村IC - 石見三隅IC (6.4 km)[79]
- 23日
  - （着工）  首都地区環状高速道路（G95）の最後の工事区間（通州-大興）が着工[80]。
- 24日
  - （IC供用）  国道468号 首都圏中央連絡自動車道 八王子西IC （関越道方面出入口）[81]
- 26日
  - （拡幅）  国道4号 新4号国道 古河小山バイパス 茨城県古河市 (3.8 km) (4車線→6車線)[82]
- 29日
  - （開通）  杭瑞高速道路の雲南省と貴州省の境に世界一高い橋の北盤江大橋が開通[83]。